# کشتی شوش
کشتی شوش (به آلمانی: Susa) یک شناور گشتی با موتوربخار، متعلق به دولت ایران. این کشتی در سال ۱۸۸۴ در زمان ناصرالدین شاه قاجار از آلمان به همراه کشتی پرسپولیس خریداری شد، این دو کشتی بخار، اولین شناورهای مدرنی بودند که دولت ایران خریداری نموده و تا سال ۱۹۰۴ تنها شناورهایی بودند که تجهیزات نیروی دریایی ایران را تشکیل می‌دادند

## ساخت و تحویل
کشنی شوش توسط شرکت آلمانی آ.گ وزر در برمن، به سفارش دولت ایران ساخته شد.
سازنده کشتی، شماره تولید ۷۶ را به کشتی اختصاص داده و آن را در سال ۱۸۸۴ به آب انداخت.
کشتی در سال ۱۸۸۵ توسط خدمه آلمانی به دولت ایران در خرمشهر تحویل داده شد.
محمدحسن اعتمادالسلطنه (صنیع الدوله) در کتاب مطلع الشمس ذیل خاطرات ۲۰ جمادی الثانی ۱۳۰۱ ه‍.ق (۲۹ فروردین ۱۲۶۳) می‌نویسد:

دو فروند کشتی بخار یکی بزرگ جنگی با تمام استعداد و لوازم حربیه بجهت بحر العجم و دیگری کوچکتر برای شط العرب به جهت حمل متاع و مسافر به توسط مخبرالدوله وزیر علوم و تلگراف و معادن بجهت دولت ابتیاع می‌شود.
چارلز جیمز ویسلون هم به کشتی شوش اشاره نموده است.
کشتی شوش یه صورت قطعه و به وسیله کشتی پرسپولیس به ایران آورده شد. در جزء اثقال و امتعه متعدده که عبارت از اشیاء متعلقه بااعلیحضرت شاه حرمخانه جلالت اثر بود و بروی کشتی پرسپولیس حمل کرده بودند. یک شیئی بسیار معتبری دیده می‌شد که آنرا کشتی بخار کوچک سوزا می‌خوانند. این کشتی کوچک را پس از آنکه اول تجزیه نمودند و بعد آن را در کشتی بزرگ قرار داده بودند و اجزای مجزای آن را در قریه محمره (خرمشهر) که در قرب دهنه رود کارون واقع شده است به یکدیگر وصل کردند.